# 몽블랑제
몽블랑제는 홈플러스의 빵집이다. 홈플러스 베이커리가 전신이다.